# Metropolita de Moscou e Toda Rússia
Metropolita de Toda a Rússia (em russo:  митрополит всея Руси) ou Metropolita de Moscou e Toda a Rússia (em russo:  Митрополит Московский и всея Руси) foi o primaz da parte nordeste (Moscou) da Igreja russa (assim como o bispo governante de Moscou) de 1461 a 1589, ou seja, da permanência na cátedra de Moscou de Teodósio (Bivaltsev) até a aceitação da dignidade patriarcal pelo metropolita Jó. Kiev, as dioceses do oeste e sudoeste da Rússia (isto é, aquelas que faziam parte do Grão-Ducado da Lituânia e da Polônia) não se submeteram aos metropolitas de Moscou.
De 1988 até o presente, este título foi mantido pelo chefe da Igreja Ortodoxa Russa dos Velhos Crentes (desde 23 de outubro de 2005, Cornélio).

## Título
O próprio conceito "de Moscou" é uma definição moderna para a cidade em que a residência metropolitana estava localizada, e não um título real. De fato, o próprio metropolita assinou nos documentos como o "Metropolita de Toda a Rússia", e outros também se dirigiram a ele. O mesmo título também se refletia nos selos metropolitanos. O patriarca de Constantinopla, Theolept I, em sua mensagem de 1516, refere-se ao metropolita Barlaão, usando o antigo título, como "Kiev e Toda a Rússia". Apenas em algumas cartas dos mosteiros de Athos do início do séc. XVI, o metropolita é chamado de "Moscou e Toda a Rússia". No entanto, isso não entrou em prática, e o título até o estabelecimento do patriarcado permaneceu simplesmente "Toda a Rússia".

## Rússia Ocidental
No Reino da Polônia e no Grão-Ducado da Lituânia (mais tarde Rzeczpospolita) havia uma Metrópole quievana separada desde 1458, que estava sob a jurisdição eclesiástica dos patriarcas de Constantinopla e governava a parte sudoeste da Igreja russa. O título dos metropolitas ocidentais era "Kiev e Toda a Rússia", mais tarde, durante o reinado de Gregório Tsamblak - também "Lituânia e Toda a Rússia", e começando com o metropolita José (Soltan)  - "Kiev, Galícia e Toda a Rússia". O último título foi retido a partir de 1509 pelos metropolitas de Kiev pelos próximos 200 anos. Os metropolitas de Kiev, Galícia e Toda a Rússia neste período nunca viveram em Kiev, mas em Vilna, Navahrudak ou Smolensk.